# Abel Albert
Abel Albert (1836 - 1909) fue un botánico, y pteridólogo francés.
- La abreviatura «Albert» se emplea para indicar a Abel Albert como autoridad en la descripción y clasificación científica de los vegetales.[1]